# Xadrez na dança
A jogo de xadrez foi o tema central em várias ocasiões na arte cênica da dança, no início do século XX, nos balés Checkmate (1937) e Pawn to King 5 (1968). O balé Ana (1990) é baseado no livro Through the Looking-Glass de Lewis Carroll onde uma partida com 73 movimentos são executados no texto. Na montagem Sinbad the Sailor on Ice (1953) os atores realizavam uma performance de xadrez ao vivo da Partida da Ópera de Paul Morphy.
De um modo geral, a técnica de apresentação do drama tem sido comparado com um jogo de xadrez, no qual os três atos típicos de exposição, desenvolvimento e resolução são comparados com as fases de abertura), meio-jogo e final. Os personagens assim como as peças são desenvolvidos com o único objetivo, sob o comando criativo e tático dos artistas de cada campo que combinam lógica e surpresa. Esta analogia foi pelo poeta, dramaturgo e jogador de xadrez alemão Rudolf von Gottschall (1823-1909).
A montagem Checkmate é um balé dramático originalmente produzido pela companhia Vie Wells em 15 de junho de 1937, sob o título de Échec et Mat. O cenário e figurinos originais foram perdidos durante a Segunda Guerra Mundial na Holanda, por onde a companhia fazia uma turnê, e foi reconstruído para novas apresentações no Covent Garden em 1947.
A peça começa com um prólogo entre dois jogadores no início da partida, onde representam o amor e a morte lutando por seus amores. As peças são em vermelho e preto, e na configuração inicial nota-se que a Dama negra conquistou o coração do Rei vermelho, vindo a apunhalá-lo (xeque-mate) no final.
Entre os jogadores de xadrez que destacaram na dramaturgia e no xadrez estão o roteirista James Mortimer e o problemista alemão Oscar Blumenthal, autor de White Horse Inn.